# SEAC
La SEAC srl (acronimo di Società Esercizio Autoservizi Circondariali) è stata la società concessionaria del trasporto pubblico locale della città di Campobasso.
Attiva dal 1964, l'azienda ha gestito ventuno linee urbane e suburbane di autobus che servono il capoluogo molisano, avvalendosi di 34 automezzi, 50 autisti, 1 capo servizio, 4 impiegati ed un capo officina; copre il trasporto di circa 3 milioni di passeggeri l'anno e una percorrenza massima di oltre 1.300.000 chilometri.
Dal 21 luglio 2024 ha perso la concessione del trasporto pubblico del capoluogo in favore dell'altra azienda campobassana di trasporto pubblico SATI.